# Margarita Simonián
Margarita Simónovna Simonián (Krasnodar, RSFS de Rusia; 6 de abril de 1980) es una periodista rusa, redactora jefe del canal de televisión internacional RT (Russia Today), RT en Español desde 2009, la agencia de noticias estatal Rossiya Segodnya desde 2013 y la agencia de noticias Spútnik desde 2014.

## Biografía
Nació en Krasnodar —actual Krai de Krasnodar— en el seno de una familia armenia. Se describe a sí misma como una «armenia irreversiblemente rusificada». A temprana edad decidió ser periodista. Primero trabajó para el periódico local, y luego para un canal de televisión local mientras estudiaba periodismo en la Universidad Estatal de Kubán a los 18 años.
Pasó un año en Bristol (Nuevo Hampshire) como parte de un programa de intercambio de estudiantes. Dice que durante ese tiempo descubrió que los rusos y los estadounidenses «son muy parecidos en términos de cultura, en términos de los valores familiares, formas de vida, las reacciones, el sentido del humor».
Cubrió la segunda guerra de Chechenia y las graves inundaciones en el sur de Rusia para su canal de televisión local, por lo que recibió un premio por su «valentía profesional». En 2002, se convirtió en corresponsal regional para el canal de televisión Rossiya 1 y cubrió la masacre de la escuela de Beslán en 2004. Fue una de los primeros periodistas en llegar a la escena, donde fue testigo de la matanza de 334 personas, 186 de ellas niños. Después, se trasladó a Moscú y se unió al equipo ruso de los reporteros del Kremlin.
Fue la primera vicepresidenta de la Asociación Nacional Rusa de Televisión y Radio y miembro de la Cámara Cívica de la Federación de Rusia. En 2010, su primer libro, Heading to Moscow! [¡Rumbo a Moscú!] fue publicado.

### Redactora jefe de Russia Today (RT)

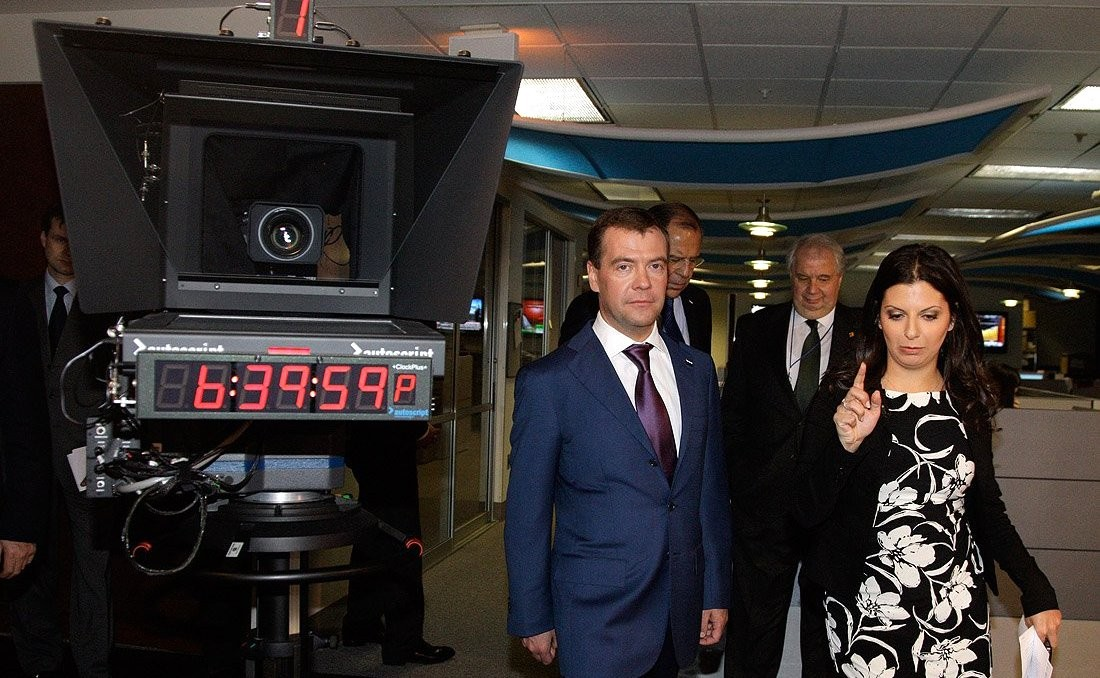
El presidente ruso Dmitri Medvédev y la redactora jefa, Margarita Simonián, en los estudios de RT.

Tenía solamente 25 años cuando fue nombrada redactora jefe en 2005. Una vez admitió que Vladímir Putin le envió flores, luego explicó que fue en ocasión de una conferencia de prensa que coincidió con su cumpleaños. También ha explicado a periodistas que, después de la disolución de la Unión Soviética, muchos periodistas soviéticos viejos no eran buscados por las nuevas empresas de medios de comunicación, que preferían a jóvenes periodistas menos experimentados, por lo que explica la juventud de la mayoría de los miembros del personal.
RT empezó a emitir el 10 de diciembre de 2005 con una plantilla de 300 periodistas, entre ellos aproximadamente 70 desde fuera de Rusia. Además, ella misma se dedicó a reclutar periodistas, presentadores y asesores extranjeros. Simonián declaró que el canal intentaba tener un formato profesional (como CNN, BBC y Euronews) que pudiera "reflejar la opinión rusa del mundo" y presentar una "imagen más balanceada" de Rusia.
El 31 de diciembre de 2013, fue nombrada redactora jefa de la nueva agencia de noticias estatal Rossiya Segodnya y se anunció que trabajaría como redactora jefe de ambas organizaciones al mismo tiempo.
Tras la victoria de Putin en las elecciones presidenciales de Rusia de 2018, Simonián se refirió a él así: “Antes era nuestro presidente; ahora será nuestro vozhd” (вождь, caudillo en ruso).
El 23 de febrero de 2022, la Unión Europea sancionó a 22 personas ligadas al gobierno ruso con la prohibición de ingresar a territorio de la UE y congelar activos económicos que posean en el territorio. Simonián se encontraba entre los sancionados, así como la portavoz del Ministerio de Relaciones Exteriores ruso, María Zajárova, debido a que la UE las considera como figuras centrales y activas de la propaganda rusa.

## Vida personal
Está casada con el director de cine Tigrán Keosaián (Тигра́н Кеосая́н), con el que tiene tres hijos: Mariana (2013), Bagrat (2014) y Maro (2019).
Habla ruso e inglés con fluidez. Afirmó en una entrevista de 2012 que lamenta no tener conocimientos de armenio, debido a que sus padres no se comunicaban en armenio debido a la escasa inteligibilidad mutua entre las diferencias dialectales.
Ha padecido de tabaquismo, habiendo fumado en promedio dos cajetillas de cigarrillos por día desde los 14 años de edad. En 2015 superó su adicción al tabaco.

## Distinciones

### Órdenes
- Orden de la Amistad ( Rusia, 27 de junio de 2007).[20]
- Orden de la Amistad ( Osetia del Sur, 25 de diciembre de 2008).[21]
- Cuarto grado de la Orden al Mérito por la Patria ( Rusia).[22]

### Premios
- Medalla «por el fortalecimiento de la fraternidad militar» ( Rusia, 9 de marzo de 2005).[23]
- Medalla Movsés Jorenatsi ( Armenia, 18 de noviembre de 2010).[24]

### Honores
- Certificado de gratitud del presidente de la Federación Rusa ( Rusia, 2010).